# Mirpzahl
Eine Mirpzahl ist eine Primzahl, die rückwärts gelesen eine andere Primzahl ergibt (mirp ist prim rückwärts geschrieben). Ein Primzahlpalindrom wie z. B. 131 ist daher keine Mirpzahl, da sich rückwärts gelesen zwar ebenfalls eine Primzahl ergibt, aber keine andere, sondern dieselbe.
Im Gegensatz zur Eigenschaft Primzahl hängt die Eigenschaft Mirpzahl auch vom verwendeten Stellenwertsystem ab: Beispielsweise ist im Hexadezimalsystem 11 (dezimal: 17) zwar eine Primzahl, aber nur ein Primzahlpalindrom und keine Mirpzahl.
Die ersten Mirpzahlen im Dezimalsystem sind 13, 17, 31, 37, 71, 73, 79, 97, 107, 113, 149, 157, 167, 179, 199, 311, 337, 347, 359... (Folge A006567 in OEIS).
Die größte bisher bekannte Mirpzahl ist {\displaystyle 10^{10006}+941992101\cdot 10^{4999}+1}. (Stand Oktober 2020)
Die folgenden 11 aufeinander folgenden Primzahlen sind sämtlich Mirpzahlen:
1477271183, 1477271249, 1477271251, 1477271269, 1477271291, 1477271311, 1477271317, 1477271351, 1477271357, 1477271381, 1477271387
Den Mirpzahlen kommt allerdings keine besondere mathematische Bedeutung zu. Sie können eher dem Bereich der Unterhaltungsmathematik zugeordnet werden.